# Sasa elegantissima
Sasa elegantissima är en gräsart som beskrevs av Gen-Iti Koidzumi. Sasa elegantissima ingår i släktet sasabambu, och familjen gräs. Inga underarter finns listade i Catalogue of Life.